# Phigalia pedaria
Phigalia pedaria là một loài bướm đêm trong họ Geometridae.